# Anton Blomberg (fotograf)
Anton Ambrosius Blomberg (25. března 1862, Göteborg – 8. června 1936) byl švédský fotograf, aktivní zejména ve Stockholmu.

## Životopis
Blomberg se přestěhoval v roce 1888 z Karlstadu do Stockholmu, kde působil ve studiu na adrese Herkulesgatan 5 a později na Sturegatan 28, 4. V letech 1899 až 1914 byl také zaměstnán jako reportážní fotograf pro časopis Idun a stal se tak jedním z průkopníků této nové profese. V té době byl také královským dvorním fotografem. Asi po šedesáti letech podnikání do roku 1914 pořídil 60.000 obrázků. Blomberg byl také aktivní jako obchodník s uměním a malíř.
V posledních letech upoutal pozornost svými vyobrazeními života v hlavním městě. Výběr z obrázků publikoval v roce 1981 Rolf Söderberg v knize Stockholmsliv i Anton Blombergs bilder 1893–1914 (Život ve Stockholmu na obrázcích Antona Blomberga 1893–1914). Městské muzeum ve Stockholmu má ve svých sbírkách 10 000 Blombergových fotografií.

## Galerie

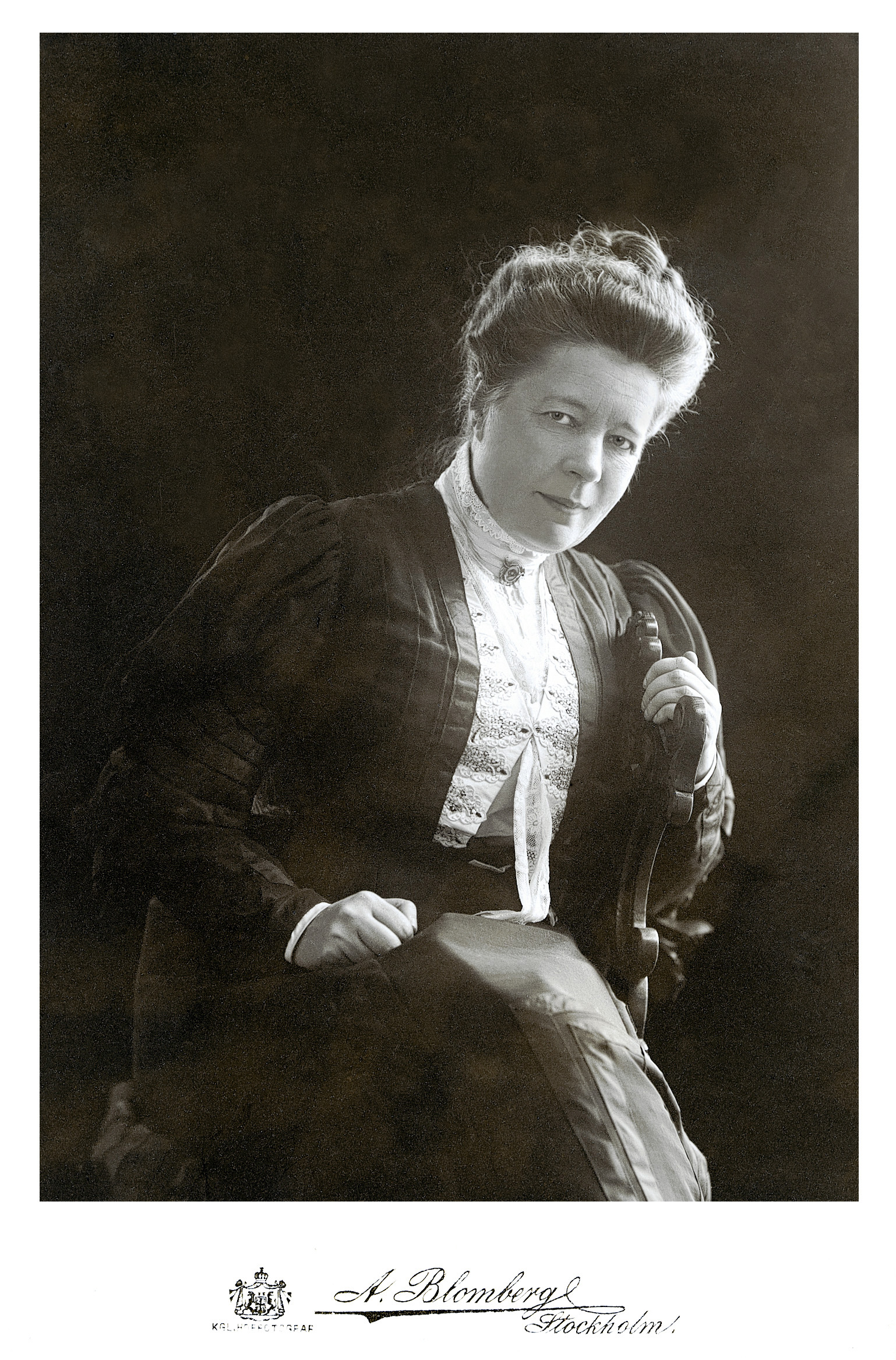
Švédská spisovatelka Selma Lagerlöfová, 1906
Victoria av Baden
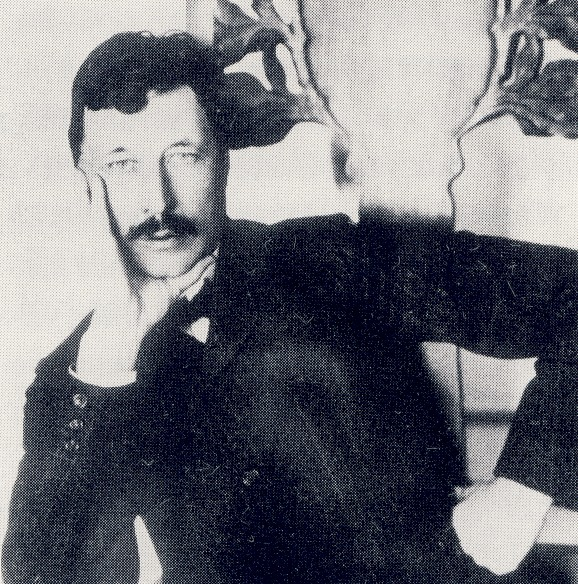
Architekt Ragnar Östberg, 1907
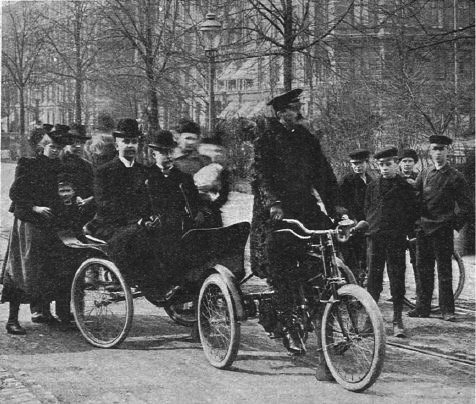
Stockholmský první automobil z roku 1899
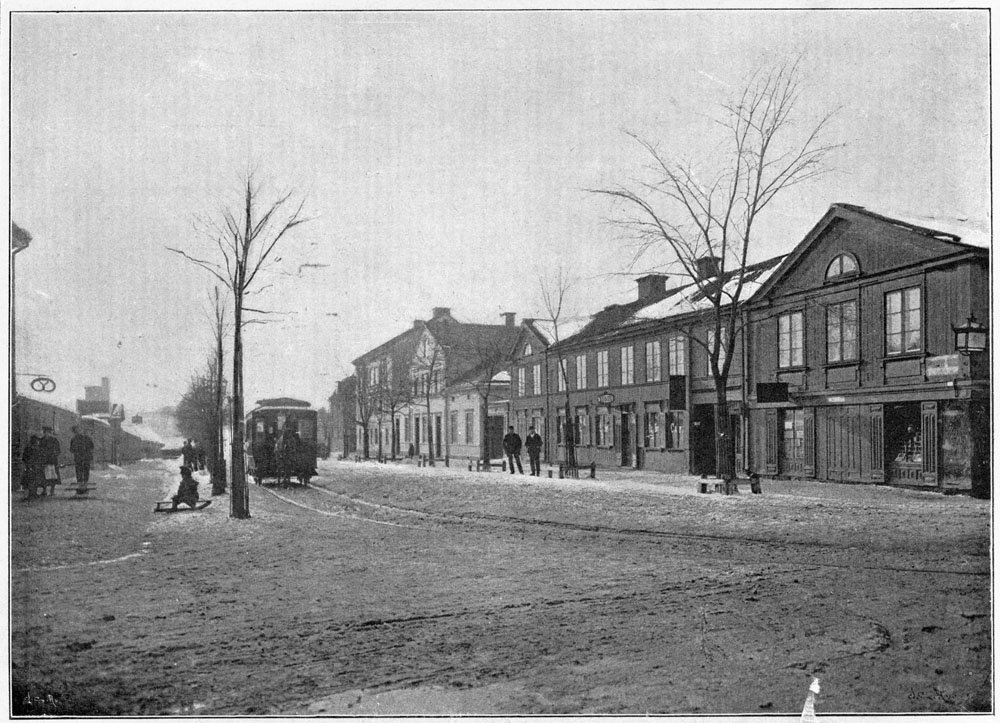
Allmänna gränd v Djurgårdenu ve Stockholmu, 1895.
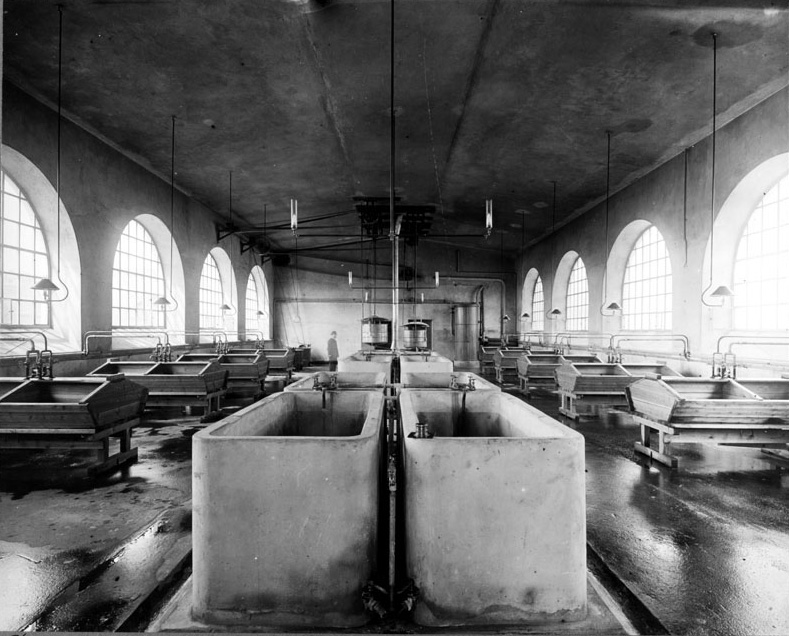
Prádelna v centru Stockholmu na adrese Maria Bangata 1905. Později Vårdhemmet Högalid
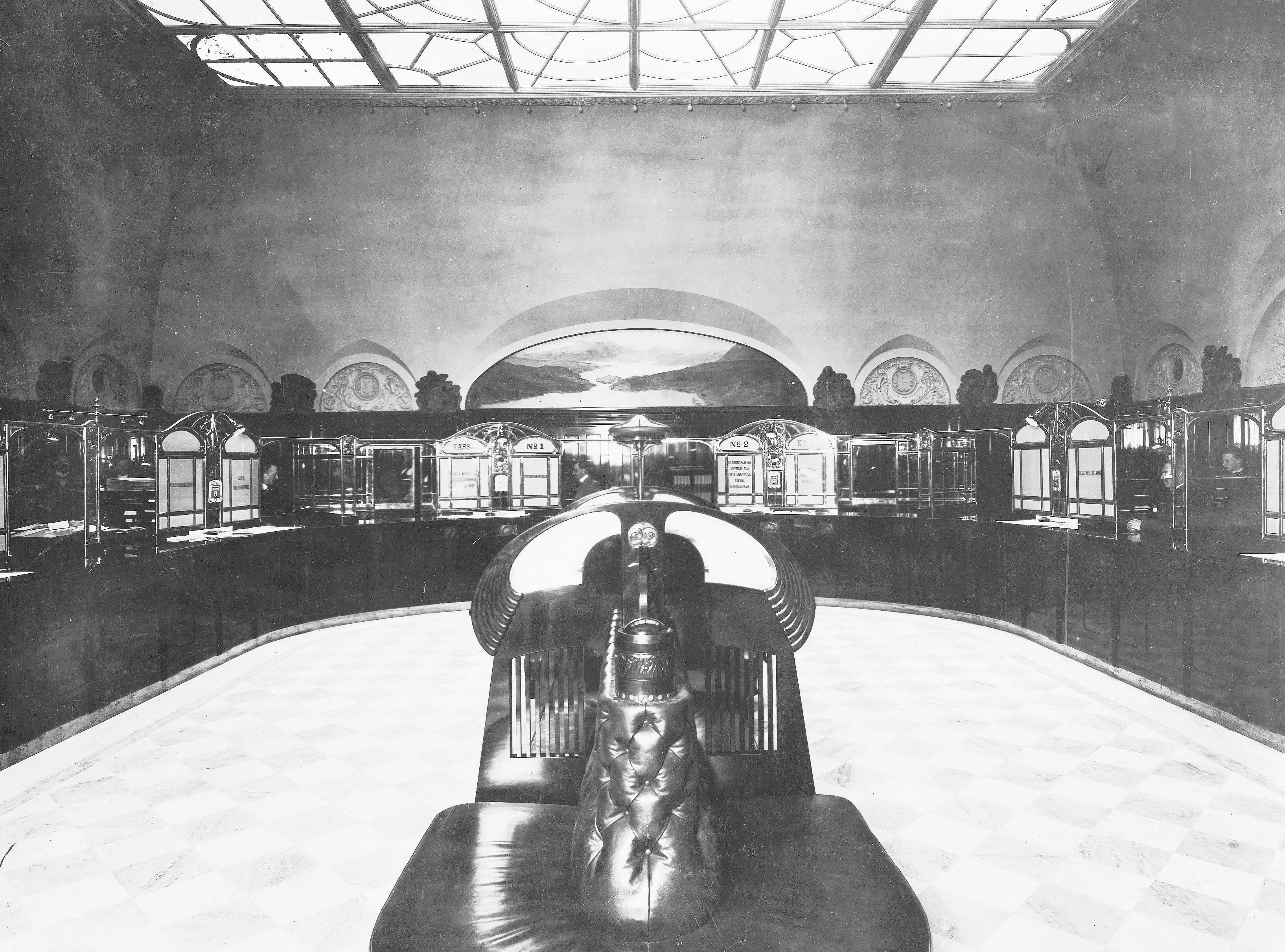
Kancelář Norrlandsbanken na adrese Fredsgatan 10 ve Stockholmu, 1904
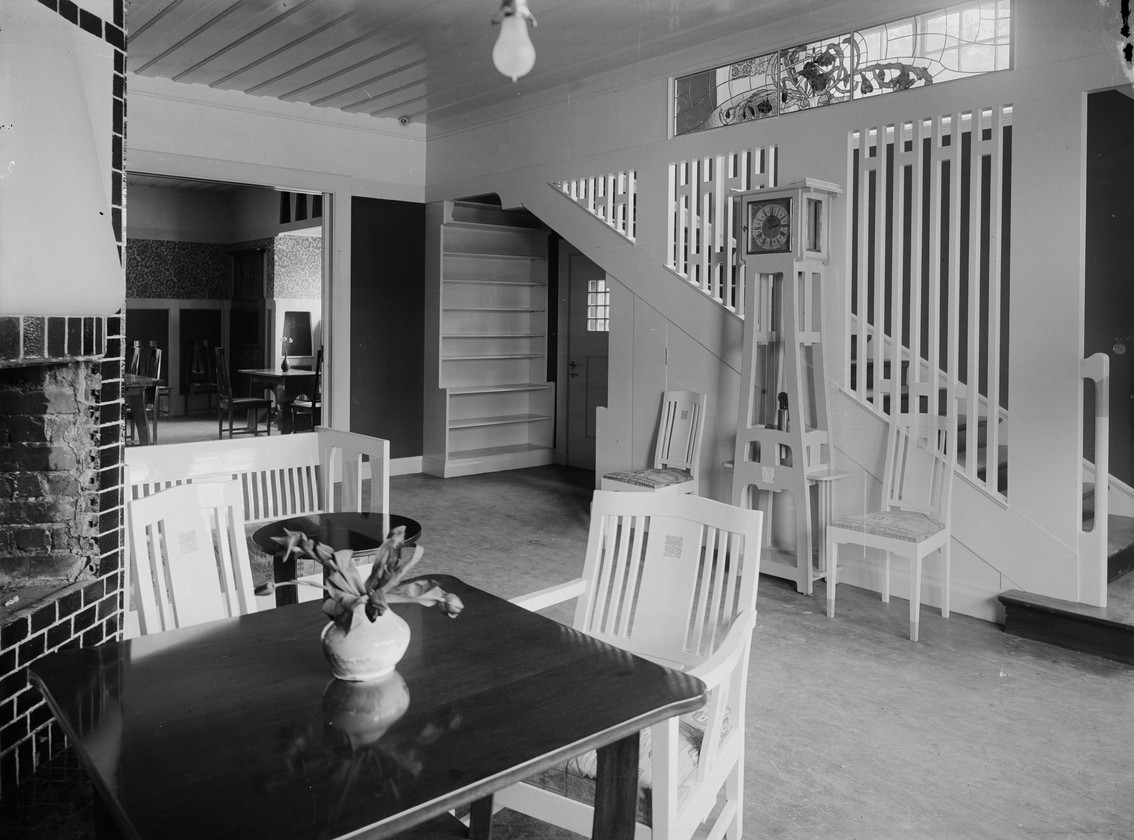
Pressenova vila, interiér, 1902
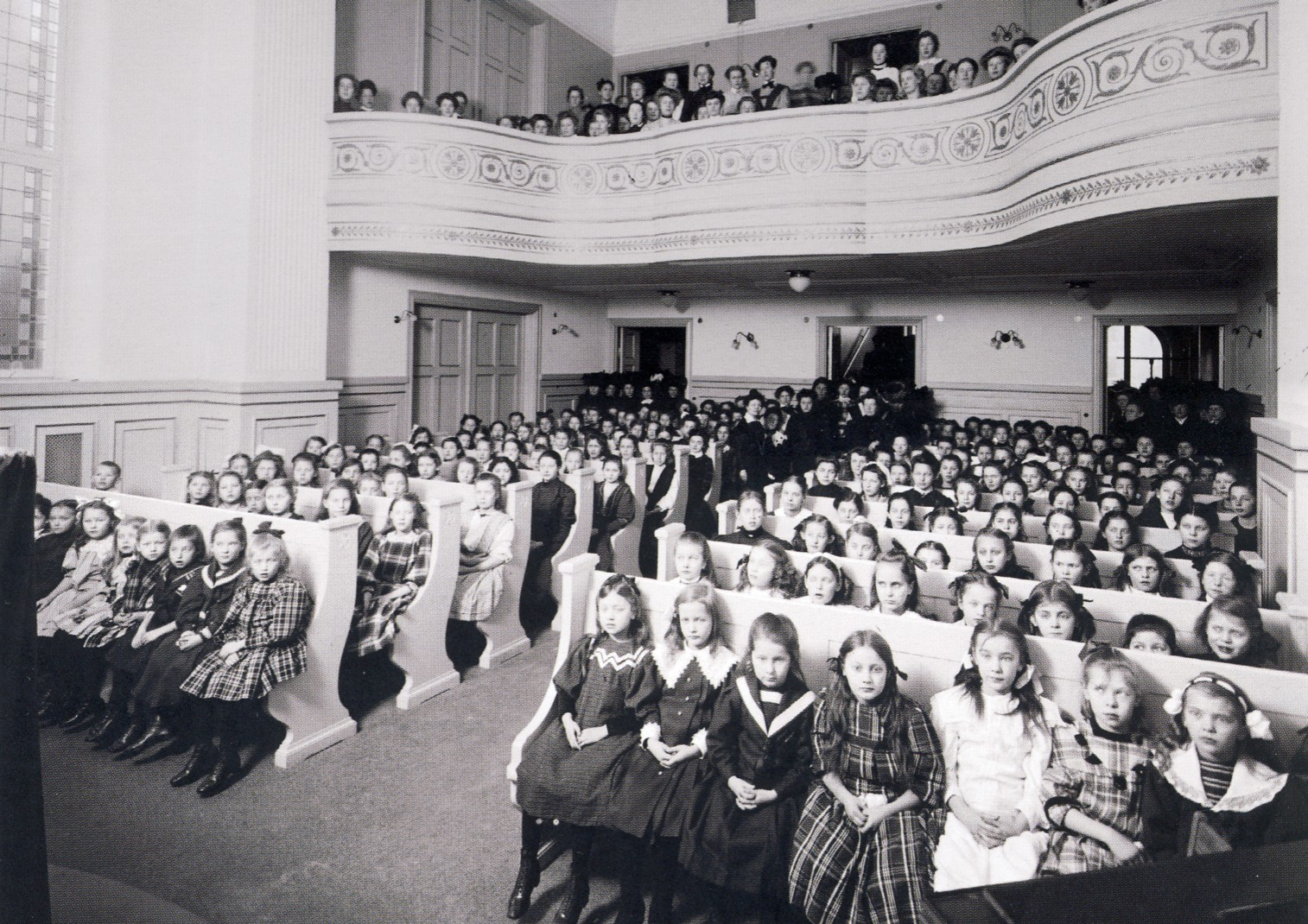
Wallinska škola, 1908
Carl Barcklind in Lyckan at Svenska teatern, 1903
Birger Schücker, Emma Meissner and Gustaf Adolf Lund in Trollslottet at Vasateatern, 1904
Bertha Ringvall, herečka
Askungen, Operan 1907. Repetition
Hilda Borgström, herečka, 1903
Maja Johansson in Kalle Munter at Södra teatern, 1906